# Roger H. Unger
Roger Harold Unger (* 7. März 1924 in New York City, New York; † 22. August 2020) war ein US-amerikanischer Endokrinologe am University of Texas Southwestern Medical Center. Er war vor allem für seine Arbeiten zur Wirkung von Glucagon bekannt.

## Leben und Wirken
Roger Unger war der Sohn eines Arztes, der ein Besteck zur direkten Bluttransfusion entwickelte und die erste Blutbank in New York City gründete sowie für französische Truppen im Zweiten Weltkrieg eine Blutbank etablierte. Roger Unger studierte an der Yale University (Abschluss 1944) und mit einem Stipendium der US-Army an der Columbia University Medizin (Abschluss 1947). 
Ab 1951 leitete Unger im öffentlichen Gesundheitswesen von Dallas ein Programm zur Früherkennung von Diabetes mellitus. Nach kurzer Tätigkeit in ärztlicher Praxis in New York ging Unger zurück nach Dallas, um zunächst an einem Krankenhaus für Veteranen zu arbeiten. 1959 erhielt Unger eine erste Professur am University of Texas Southwestern Medical Center. Von 1986 bis 2007 leitete er das dortige Touchstone Center for Diabetes Research. Er hatte dort zuletzt eine Professur für Innere Medizin und Diabetesforschung inne.
Unger arbeitete wissenschaftlich zunächst zur Wirkung von Insulin, zu Sulfonylharnstoffen und zu Diabetes-Tests. Mit Hilfe von Solomon Berson, der später für die Entwicklung der Radioimmunassays (RIA) einen Medizinnobelpreis erhielt, entwickelte Unger 1959 einen RIA für Glucagon. Er konnte zeigen, dass Glucagon in den A-Zellen der Langerhans-Inseln produziert wird und als Hormon und als Gegenspieler des Insulins wirkt. Weitere Arbeiten befassten sich mit der Entstehung von Ketonkörpern beim Fasten und ihrem Einfluss auf die Ausschüttung von Insulin und Growth hormone, sowie das Verhältnis von Glucagon, Insulin und Somatostatin in der Leber und in anderen Geweben. Unger konnte auch zur Aufklärung der Funktion von Leptin bei Gesunden und bei Diabetikern beitragen sowie die Existenz einer entero-insularen Regulationsachse (das heißt, eine hormonelle Regelung zwischen Darm und Inselzellen) belegen. Späte Arbeiten Ungers befassten sich mit der Entwicklung einer Herzinsuffizienz bei Adipositas als Form einer Lipotoxizität, einer schädlichen Wirkung von Fett außerhalb des Fettgewebes.
Unger heiratete 1946, aus der Ehe gingen drei Kinder hervor. Seine zweite Frau (Eheschließung 1984) brachte ein Kind in die Ehe mit. Roger Unger starb im August 2020 im Alter von 96 Jahren.

## Auszeichnungen (Auswahl)
- 1975 Banting-Medaille der American Diabetes Association[2]
- 1976 Ehrendoktorat der Universität Genf
- 1980 Ehrendoktorat der Universität Lüttich
- 1983 Fred Conrad Koch Award der Endocrine Society[3]
- 1986 Mitglied der National Academy of Sciences[4]
- 1989 Fellow der American Association for the Advancement of Science
- 1995 Mitglied der American Academy of Arts and Sciences[5]
- 2014 Rolf Luft Award des Karolinska Institutet[6][7]

## Veröffentlichungen (Auswahl)
- mit A. Lindsey, F. Santeusanio, J. Braaten und G. R. Faloona: Pancreatic alpha-cell function in trauma. In: JAMA. Band 227, 1974, S. 757 ff.